# Nouvelle perspective sur Paul

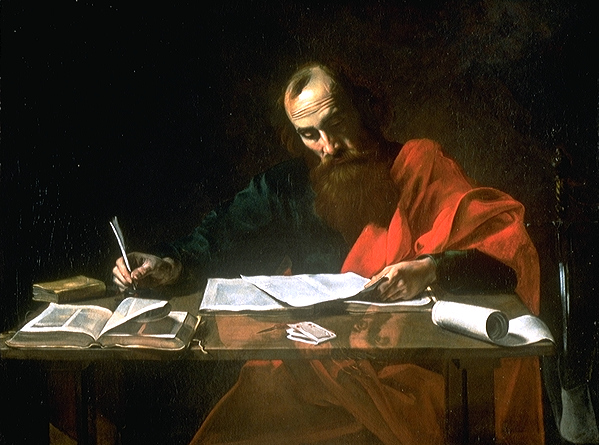
Valentin de Boulogne : Saint Paul écrit ses épîtres, 1618-1620 circa, Musée des Beaux-Arts de Houston, Texas.

La « nouvelle perspective sur Paul » est une réinterprétation des Épîtres de Paul, introduite à la fin des années 1970 par le théologien méthodiste américain E. P. Sanders, notamment dans son livre Paul and Palestinian Judaism (1977),.
Selon la plupart des exégètes, notamment luthériens et réformés, Paul développe la théologie de la justification par la foi, en opposition à la justification par les œuvres. 
Pour Sanders, Paul traite non pas des « œuvres » en général mais plutôt de questions d'observance telles que la circoncision, les prescriptions alimentaires et les lois sur le Shabbat, qui sont autant de « marqueurs » séparant les Juifs des autres peuples. Il s'agit donc de relire Paul indépendamment de l'interprétation traditionnelle en considérant que sa doctrine porte avant tout sur la relation judaïsme-christianisme. Sanders ne voit pas le judaïsme du Second Temple comme particulièrement « légaliste » ni orienté vers le salut par les œuvres. En tant que peuple élu, les Juifs se trouvent déjà dans l'Alliance de Dieu. Contrairement à la croyance protestante, observer les lois de la Torah n'est pas un moyen d'entrer dans l'Alliance, mais d'y rester.
Cette approche, qui remet en cause la prééminence de la Sola fide et de l'efficacité de la grâce divine dans la théologie paulinienne, fait l'objet d'un débat au sein de plusieurs instances protestantes.

## Historique

### Paul et Luther

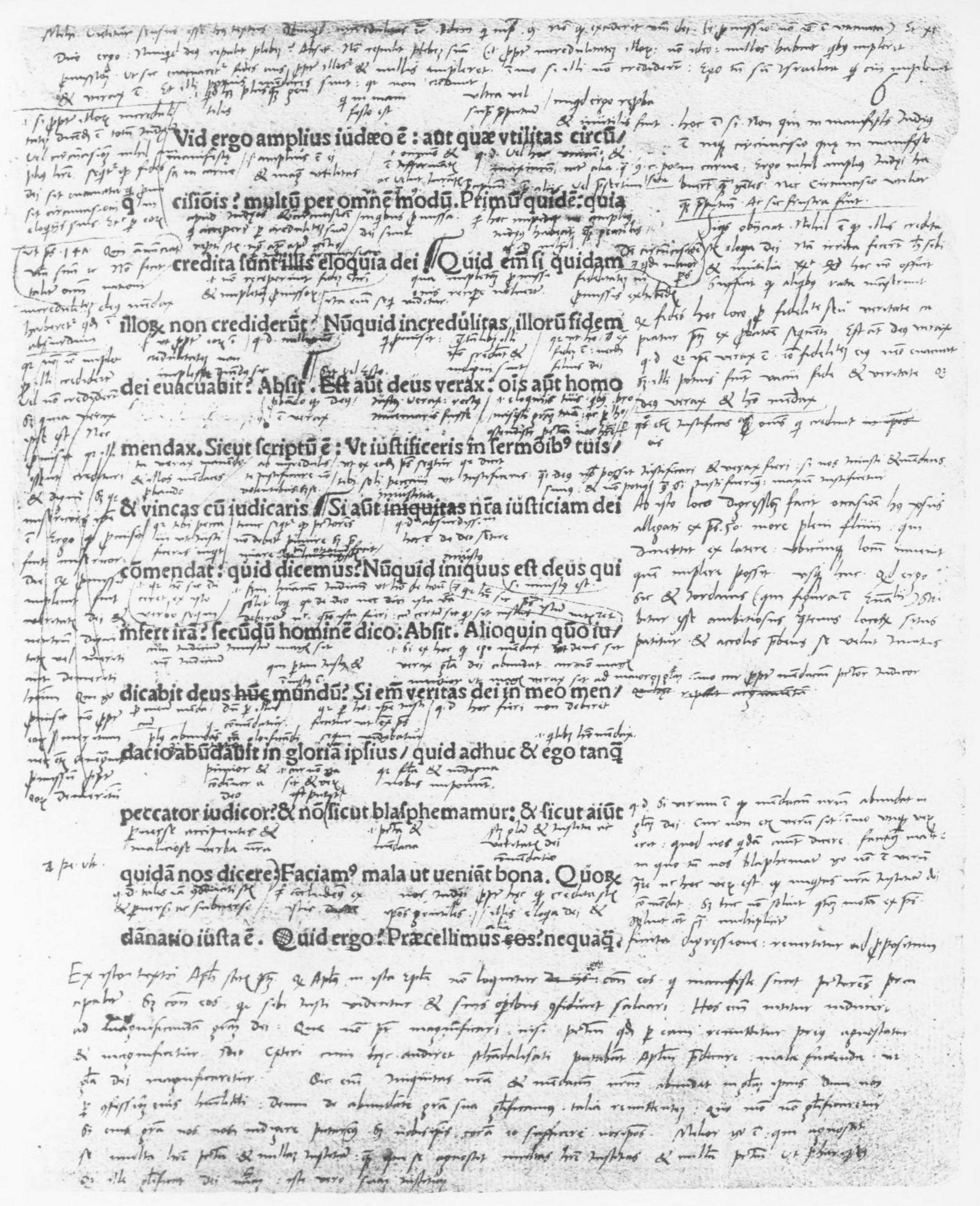
Page de la Bible (Rm 3:1–9a) avec les annotations manuscrites de Luther pour son Cours sur l’Épître aux Romains de 1515-1516 à Wittenberg.

Le luthéranisme traditionnel voyait le concept de justification par la foi développé par Martin Luther, principalement à partir de son analyse de l'Épître aux Romains, comme le fondement essentiel de la doctrine réformatrice. Au centre de cette lecture de Paul se trouvait son rejet de la loi juive, où Luther croyait percevoir une critique du « salut par les œuvres ». Pour Luther, qui pensait s'appuyer sur Paul, le salut de l'âme n'est pas dû à des œuvres pieuses, mais uniquement à une foi inconditionnelle. La « nouvelle perspective » remet cette approche en question et tente d'examiner les enseignements pauliniens dans leur contexte juif d'origine. Il s'agit alors de déterminer dans quelle mesure Paul a rejeté la Loi juive.

### Précurseurs
À partir du XIXe siècle, la lecture de Paul par Luther est remise en cause par les théologiens. En particulier, la vision d'un judaïsme antique réduit à une religion des mérites acquis par les œuvres n'est plus tenable, étant donné les progrès de l'histoire des religions.
E. P. Sanders cite Albert Schweitzer, auteur en 1930 d'un livre intitulé La Mystique de l'apôtre Paul, pour considérer que l'idée centrale de la théologie paulinienne est plutôt la notion d'union mystique avec le Christ ("être en Christ") qu'une théorie de la justification. Selon Sanders, Schweitzer a anticipé des idées essentielles de la « nouvelle perspective sur Paul ». Cependant, les conclusions de Schweitzer ont été occultées par la popularité croissante de Rudolf Bultmann et de l'école  de la Formgeschichte. 
Le théologien luthérien Krister Stendahl est considéré comme aussi influent que Sanders dans le développement de la « nouvelle perspective sur Paul ». Dans un article publié en 1963, il écrit que l'approche luthérienne ne cadre pas avec le contenu des épîtres et repose davantage sur des interprétations erronées de la christologie paulinienne. Pour Stendahl, Paul n'a pas critiqué la Loi juive en fonction de la question du salut individuel : cette critique sert avant tout à légitimer sa mission auprès des Gentils. C'est pourquoi on ne saurait placer la doctrine de la justification au centre de sa théologie. Stendahl estime que des idées occidentales modernes ont été superposées aux textes bibliques et en particulier aux œuvres de Paul.

### Lancement de la «nouvelle perspective»
En 1977, le théologien méthodiste E. P. Sanders publie un livre intitulé Paul and Palestinian Judaism, où il conclut que la conception luthérienne traditionnelle du judaïsme antique et donc de la prédication de Paul sont fondamentalement inexactes. 
James Dunn, de l'Église d'Écosse, et Nicholas Thomas Wright (anglican) se rangent rapidement aux idées de Sanders. Wright aurait été le premier, en 1978, à parler de « nouvelle perspective sur Paul », mais cette expression n'a été popularisée que lorsque Dunn l'a utilisée comme titre de sa conférence commémorative de Manson en 1982, où il définit cette école de pensée,.
N. T. Wright a écrit un grand nombre d'œuvres visant à vulgariser la « nouvelle perspective » en dehors du monde universitaire. 
Le mouvement de la « nouvelle perspective » est étroitement lié à la montée de l’intérêt scientifique pour l’étude de la Bible dans le contexte d’autres textes anciens. Les spécialistes affiliés au Context Group (en) ont donc appelé à diverses réinterprétations de textes bibliques,,.

## Principales idées

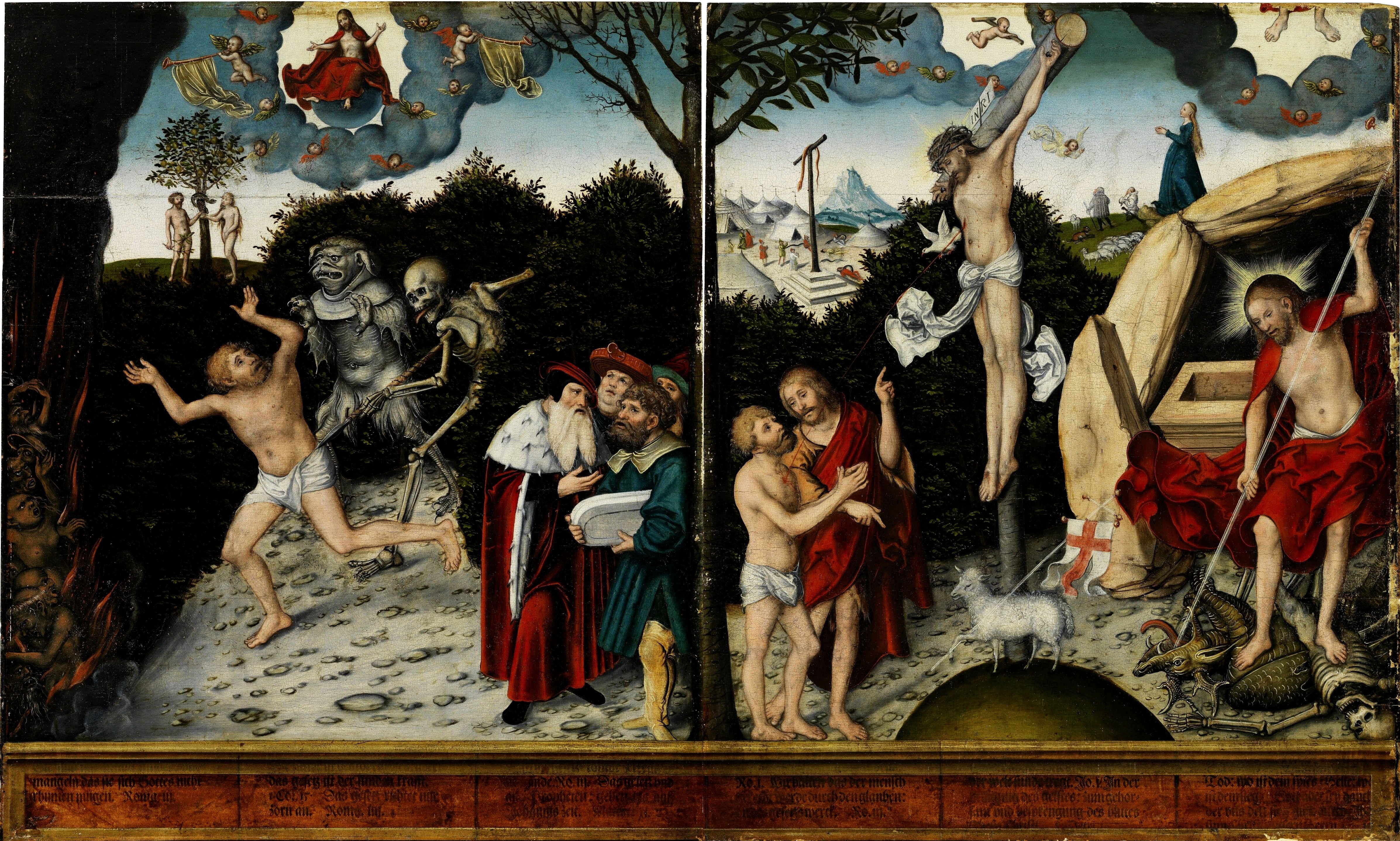
Lucas Cranach l'Ancien, La Loi et la Grâce, Germanisches Nationalmuseum, Nuremberg.

Dans l'optique de la « nouvelle perspective », les études sur le corpus paulinien ont été fortement influencées par la doctrine de Luther, qui aurait associé des aspects négatifs du catholicisme du XVIe siècle à certains aspects du judaïsme du Second Temple. Cette doctrine, présente dans la pensée chrétienne au moins depuis Augustin,, est nommée la « vieille perspective » par les tenants de la « nouvelle perspective ». Les points d'accord entre ses auteurs sont notamment une vision du judaïsme antique comme une religion d'où la notion de grâce divine n'est pas absente et un réexamen de ce que Paul entend par « œuvres de la loi ».
Même si l'expression « nouvelle perspective » formulée au singulier donne une impression d'unité, N. T. Wright écrivait en 2003 qu'il y a probablement presque autant de nouvelles perspectives que d'auteurs, ajoutant : « Et je ne suis pas d'accord avec la plupart d'entre elles »,,. Par exemple, Dunn perçoit une cohérence fondamentale dans la pensée de Paul, ce qui n'est pas le cas de Sanders. Dunn est également en désaccord avec la définition que Sanders a du terme «  justification », définition qui souffre d'une « exégèse individualisante ».

### Œuvres de la loi
La signification de l'expression « œuvres de la loi » constitue le thème distinctif de la « nouvelle perspective ». Luther y voit une référence à l'effort humain pour accomplir de bonnes œuvres afin de respecter les normes de Dieu, autrement dit une forme de légalisme. Paul argumenterait alors contre l'idée que l'humanité peut mériter le salut uniquement par les bonnes œuvres. 
La « nouvelle perspective », au contraire, considère que Paul désigne les « signes d’appartenance à une alliance » et critique les néophytes qui veulent appliquer l'ensemble des lois de la Torah pour entrer dans l'alliance avec Dieu. À l'époque de Paul, le judaïsme était soumis à des influences extérieures et un débat existait en son sein pour déterminer jusqu'à quel point il fallait se conformer à l'intégralité des coutumes ancestrales, notamment les prescriptions de la Torah. Selon la « nouvelle perspective », Paul, qui participe à ce débat, argumente contre la position conservatrice et identifie ces coutumes, objet de ses critiques, comme étant la circoncision, les lois alimentaires et l'observance rigoureuse du Shabbat,.

### Efforts humains et bonnes œuvres
En se fondant sur cette interprétation des « œuvres de la loi », la « nouvelle perspective » tend à souligner que Paul ne s'oppose pas aux efforts humains ni aux bonnes œuvres, voire s'y montre favorable. D'après N. T. Wright, « Le Jugement dernier selon les œuvres [...] était très clair pour Paul (comme pour Jésus). Paul, en compagnie du judaïsme dominant du Second Temple, affirme que le Jugement dernier de Dieu dépendra de la vie menée dans sa globalité, en d'autres termes, y compris les œuvres. »
En revanche, Wright rejoint la théologie protestante traditionnelle en réfutant l'idée que les bonnes œuvres contribuent au salut : nos œuvres sont le résultat de notre salut et le Jugement futur le montrera.

### Pistis Christou: «foi en» ou «fidélité de»
Paul fait usage du mot grec πίστις, pistis (« confiance », « croyance », « foi » ou « fidélité »). Les théologiens luthériens et réformés interprètent souvent ce mot comme signifiant une croyance en Dieu et une confiance dans le salut par le Christ. Ils s'appuient sur plusieurs passages de la Bible, notamment l'Épître aux Éphésiens : « Ce n’est point par les œuvres, afin que personne ne se glorifie. » (Eph 2:8-9). E. P. Sanders estime qu’Éphésiens 2:9 enseigne la perspective traditionnelle.
Toutefois, des études récentes sur le mot grec pistis concluent que son sens premier était « fidélité », ce qui signifie un engagement ferme dans une relation interpersonnelle,,,. Cette notion semble impliquer et nécessiter un effort humain. L'interprétation des écrits de Paul selon laquelle nous devons obéir « fidèlement » aux ordres de Dieu est bien différente de l'idée que nous devons « croire » qu'il fera tout pour nous. Cela explique également pourquoi l'Épître de Jacques est catégorique sur le fait que « la foi sans les œuvres est morte » et qu'« un homme est justifié par les œuvres et non par la foi seule » (Jc 2:14-26).
Les auteurs de la « nouvelle perspective » pensent que Jacques s'insurge contre ceux qui essaient de réduire la foi à une adhésion intellectuelle et que Paul a toujours voulu dire que « foi » signifie une soumission totale à Dieu.
Une question connexe est le débat sur pistis Christou (« foi en Christ »). À plusieurs reprises, Paul utilise cette formule. Elle est ambiguë du point de vue linguistique, du fait qu'elle peut se référer à notre foi en Christ (« génitif objectif ») ou à la fidélité de Christ à Dieu (« génitif subjectif »), ou même à notre foi / fidélité en Dieu à l'image de celle de Christ (« génitif adjectival »). Il existe un désaccord au sein de la communauté universitaire sur le meilleur rendu.

### Grâce ou faveur
Dans la Bible hébraïque, le concept de « grâce » est exprimé par la racine trilittère חנן (Ḥ-N-N) à propos de la faveur accordée par Dieu. La Septante traduit par χάρις / kháris. Le terme est repris dans le corpus paulinien, en particulier dans l'Épître aux Romains ainsi que dans la Première et la Deuxième Épître aux Corinthiens. 
Les théologiens luthériens et réformés ont traduit le mot grec kháris par « grâce », ce qui sous-entend l'absence d'effort humain dans le salut parce que Dieu en est le facteur déterminant. Cependant, selon certains spécialistes de la culture grecque antique, « faveur » serait une meilleure traduction, car le mot se réfère normalement à « faire une faveur ».[réf. nécessaire] Dans les sociétés anciennes, ces faveurs devaient être remboursées, et un système informel de faveurs fonctionnait comme un système d'emprunts. Les cadeaux engendraient l'attente de la réciprocité. Par conséquent, la « nouvelle perspective » fait valoir que lorsque Paul parle de la « faveur » que Dieu nous a faite en envoyant Jésus, il dit que Dieu a pris l'initiative, ce qui n'implique pas qu'il n'y ait pas d'effort humain dans le salut, mais plutôt que les chrétiens ont l'obligation de rendre la faveur que Dieu leur a accordée. 
Certains[Qui ?] soutiennent que cette opinion dévalorise la « faveur » initiale - l'envoi de Jésus. Cependant, d'autres[Qui ?] estiment qu'il s'agit d'un faux dilemme : tout par grâce contre tout par les œuvres. De nombreux partisans[Qui ?] de la « nouvelle perspective »  qui considèrent la kháris comme une « faveur », n'enseignent pas que les chrétiens « gagnent » le ciel en dehors de la mort du Christ. Le pardon des péchés par le sang de Christ reste nécessaire au salut. Mais ce pardon exige des efforts de la part de l’individu (cf. Phil. 3:12-16).

### L'expiation
Pour la théologie luthérienne et réformée, l'expiation par substitution pénale est un thème essentiel de la christologie paulinienne. La « nouvelle perspective », au contraire, s'interroge sur l'importance de cette doctrine chez Paul. 
- E. P. Sanders soutient que l'idée centrale de Paul était que nous participions de manière mystique et spirituelle au Christ ressuscité et que tout le langage judiciaire de Paul était subordonné au langage participatif[11].
- N. T. Wright fait valoir que Paul voyait en Israël un représentant de l'humanité et s'attribuait le péché de l'humanité tout au long de l'histoire. Jésus, à son tour, en tant que Messie, est représentatif d'Israël et concentre ainsi les péchés d'Israël sur lui à la croix. Le point de vue de Wright est donc une forme « historisée » de substitution pénale[40].
- Chris VanLandingham explique que Paul considérait le Christ comme ayant vaincu le diable et enseignant aux humains comment Dieu veut qu'ils vivent et leur donnant l'exemple[41].
- David Brondos fait valoir que Paul voyait Jésus comme l'élément d'un récit plus large dans lequel l'Église s'emploie à transformer la vie des individus et du monde, et que le langage participatif de Paul devrait être compris dans un sens éthique (les êtres humains vivent une vie semblable au Christ) plutôt que mystiquement comme le pensait Sanders[42].
- Pilch et Malina estiment que Paul adhère à la théorie sur l'expiation de la satisfaction[43].
- Stephen Finlan soutient que Paul utilise de nombreuses métaphores pour décrire l'expiation. “Justifié par son sang” (Rom 5:9) signifie qu'une substance cultuelle a un effet judiciaire. Paul a également enseigné la transformation des croyants à l'image de Dieu par le Christ (theosis)[44].

## Réception

### Milieux protestants
Dans le monde luthérien germanophone, la « nouvelle perspective » a eu du mal à s'imposer face à la synthèse théologique héritée de Rudolf Bultmann. En particulier, des auteurs tels que Ernst Käsemann et Eduard Lohse (de) ont exprimé leurs réticences ,. 
Parallèlement à ces controverses, les tenants de la tradition réformée arguent que la « nouvelle perspective » déroge à l'interprétation classique, individualiste et augustinienne de l'élection et ne reflète pas fidèlement les enseignements des Écritures. Les critiques les plus sévères incluent les calvinistes John Piper , Sinclair Ferguson ,, CW Powell, Mark A. Seifrid, DA Carson, Tom Holland, Ligon Duncan. Barry D. Smith a affirmé que le défi lancé par la « nouvelle perspective » à la vision traditionnelle de la religion juive en tant que pratique légaliste est déplacé. En 2015, John MG Barclay a publié Paul and the Gift, qui reformule la théologie de la grâce de Paul et, ce faisant, exprime une critique nuancée,. 

### Milieux catholiques et orthodoxes
Les exégètes catholiques sont également restés dubitatifs face à la « nouvelle perspective ». 
Les théologiens orthodoxes, en revanche, ont le plus souvent réagi favorablement à la « nouvelle perspective » en lui reconnaissant une grande similitude à la fois avec leur propre doctrine et avec de nombreux Pères de l'Église.

### La question de la justification
Le protestantisme historique n'a jamais nié qu'il existe une place pour les œuvres de charité et de foi, mais en les excluant de la justification, avec ou sans la grâce de Dieu,. Depuis la Réforme, cela a été une ligne de distinction entre le protestantisme (à la fois réformé et luthérien) et les autres communions chrétiennes. 
Toutefois, dès les années 1950, Hans Küng a démontré l'absence de différence fondamentale entre le concept de justification selon la théologie protestante (en particulier Luther, Calvin et Karl Barth) et l'enseignement de l'Église catholique. Rowan Williams note à cet égard : « Ce que les réformateurs et Barth ont à dire sur la foi en la justification aurait plus de sens, en général, si on l'interprétait dans le contexte de la doctrine catholique de l'espérance : nous faisons confiance à Dieu pour qu'il nous regarde à la lumière de son dessein eschatologique. » Plusieurs documents issus du dialogue luthérien-catholique à partir des années 1980 ont abouti à un accord théologique entre les Églises chrétiennes en 1999, date de la Déclaration commune sur la justification par la foi, autour de laquelle se sont rassemblées l'Église catholique et les principales fédérations d'Églises protestantes entre 1999 et 2007. Cette déclaration énonce la position commune suivante : « Nous confessons ensemble que la personne humaine est, pour son salut, entièrement dépendante de la grâce salvatrice de Dieu ».